# Gunnar Unger (tidningsman)
Per Adolf Gunnar Unger, född 16 december 1915 i Stockholm, död 6 februari 1976 i Oscars församling i Stockholm, var en konservativ svensk tidningsman. Han var son till Gunnar Unger och far till Johan och Sven Unger.

## Biografi
Unger avlade filosofie kandidatexamen vid Stockholms högskola 1938. Parallellt med studierna arbetade Unger vid Nya Dagligt Allehanda 1936–1938. Han var redaktör för tidskrifterna Svensk Ungdom 1937–1938 och Nordisk Samling 1938–1939. År 1940 var han en av författarna till pamfletten Den Svenska Linjen.
Under andra världskriget var Unger anställd som sekreterare vid Statens Informationsstyrelse. Under pseudonymen Spectator utgav han och Nils-Eric Ekblad 1943 broschyren Svenskarna och propagandan: har Gallup rätt?.
Tillsammans med Arvid Fredborg grundade Gunnar Unger 1944 den konservativa kulturtidskriften Obs! och blev från 1947 redaktör och ansvarig utgivare. Han skrev från mitten av 1950-talet politiska krönikor i Svenska Dagbladet under pseudonymen Sagittarius. Under denna tid knöts han också till Svensk Tidskrift, där han medverkade till sin bortgång.
Gunnar Unger är begravd på Galärvarvskyrkogården i Stockholm.